# Cadurciella tritaeniata
Cadurciella tritaeniata is een vliegensoort uit de familie van de sluipvliegen (Tachinidae). De wetenschappelijke naam van de soort is voor het eerst gepubliceerd in 1859 door Camillo Rondani.
Deze soort komt voor in Europa, Egypte, Iran en Japan.
Deze soort parasiteert op het Groentje (Callophys rubi)